# Căpitanul America (film din 1990)
Căpitanul America (titlu original: Captain America, lansat în Filipine ca Bloodmatch) este un film americano-iugoslav cu supereroi din 1990 regizat de Albert Pyun și scris de Stephen Tolkin și Lawrence J. Block. Filmul se bazează pe supereroul Marvel Comics cu același nume. Rolurile principale au fost interpretate de actorii Matt Salinger, Ronny Cox și Scott Paulin.

## Prezentare
Filmul începe în Porto Venere, Italia fascistă, în anul 1936. Guvernul răpește un copil minune, Tadzio De Santis, și îi ucide familia. Copilul este necesar pentru a fi folosit la un proiect experimental de creare a unui supersoldat fascist. Inventatorul procedurii, dr. Maria Vaselli, obiectează pentru cruzimea acestui act. Sub acoperirea unor focuri de armă, dr. Vaselli fuge în Statele Unite pentru a-și oferi serviciile americanilor.
Șapte ani mai târziu, în 1943, guvernul american găsește un voluntar, pe Steve Rogers, un soldat fragil care nu este recrutat din cauză că este parțial paralizat de poliomielită. Formula vindecă cu succes afecțiunile lui Rogers și îi oferă „puterea și viteza unui atlet de talie mondială”, dar înainte de a putea fi creați alți supersoldați, Vaselli este ucisă de un spion nazist care lucrează în secret cu locotenentul Fleming. Rogers este împușcat de trei ori, dar reușește să-l omoare pe spion. Între timp, Tadzio de Santis, acum adult, – a cărui piele a fost arsă până la o textură roșie îngrozitoare, cicatrice datorată procedurii dr. Vaselli, dar are putere fizică egală cu a lui Rogers – a devenit Craniul Roșu (Red Skull) și intenționează să lanseze un prototip balistic intercontinental peste Casa Albă. După ce și-a revenit după rănile sale după doar câteva zile petrecut într-un spital militar, Rogers – acum cu numele de cod Căpitanul America – este trimis să învingă Craniul Roșu și să dezactiveze racheta. Rogers pătrunde în complexul de lansare nazist, dar după o primă luptă, Craniul Roșu îl învinge pe Căpitanul America și îl leagă de rachetă în timp ce este pe cale de lansare. Căpitanul America se prinde de brațul Craniului Roșu și îl obligă să-și taie mâna pentru a evita să fie lansat împreună cu Rogers. În timp ce racheta se află deasupra capitalei Washington, DC, un băiat pe nume Tom Kimball face o fotografie în timp ce Căpitanul America lovește cu piciorul într-una dintre aripioarele rachetei, suficient pentru a-i schimba cursul, trece la câțiva metri de Casa Albă și, în cele din urmă, se prăbușește undeva în Alaska, sub gheață, cu Rogers încă legat de ea.
În următorii 50 de ani, Tom Kimball devine un erou al războiului din Vietnam și, în cele din urmă, este ales președinte al Statelor Unite. La un an de la începutul primului său mandat, el susține o nouă legislație pro-ecologică agresivă, care înfurie complexul militar-industrial condus de generalul Fleming, care ține o conferință secretă în Italia. Acolo Fleming se întâlnește cu Craniul Roșu și alți lideri ai organizației din umbră. După război, Craniul Roșu a suferit o operație plastică extinsă pentru a-și modifica parțial trăsăturile desfigurate, a crescut o fiică ca asasin, Valentina și a devenit liderul unei puternice familii de criminali. În anii 1960, aceeași organizație din umbră l-a angajat pe Craniul Roșu și bătăușii săi pentru a ucide diverși americani care erau împotriva militarismului lor și fascismului Craniului Roșu, precum Dr. Martin Luther King, Jr., Președintele John F. Kennedy și Robert Kennedy. Craniul Roșu nu aprobă uciderea lui Kimball, subliniind cum organizația l-a asasinat și pe Elvis Presley, ceea ce a dus la o neîncredere a publicului. În schimb, Tadzio De Santis va organiza răpirea lui Kimball și spălarea sa ulterioară pe creier.
În Alaska, o echipă de cercetători găsește accidental corpul lui Rogers înghețat într-un bloc de gheață, iar acesta se trezește crezând că încă se află în anii 1940. Vindecarea și evadarea lui misterioasă ajung în presa internațională, alertându-l atât pe Kimball, cât și pe Craniul Roșu despre faptul că obsesia lor veche de decenii este încă vie. După ce a scăpat de unii dintre bătăușii Craniului Roșu, Rogers îl înlătură pe Sam Kolawetz, un reporter și prieten din copilărie al președintelui Kimball, care a urmărit de mult Craniul și cartelul său, și face autostopul înapoi la iubita lui din timpul războiului, Bernice, în Redondo Beach. California. În timp ce Bernice încă locuiește la vechea ei reședință, ea s-a căsătorit de mult și și-a crescut propria fiică, Sharon, care îi dă lui Rogers o serie de casete VHS pentru a afla ce s-a întâmplat în lume cât a lipsit. Între timp, bătăușii Craniului Roșu, conduși de Valentina, pătrund în casa lui Bernice și o ucid în timpul eforturilor lor de a-l găsi pe Rogers. În timp ce îl vizitează pe tatăl lui Sharon la spital, Rogers și Sharon află că președintele Kimball a fost răpit și promit să-l salveze din mâinile Craniului Roșu. Rogers și Sharon vizitează baza secretă subterană unde a dobândit superputeri pentru a recupera jurnalul lui Vaselli și a afla numele adevărat al Craniului Roșu. Ei găsesc jurnalul, dar sunt prinși în ambuscadă de bătăușii acestuia, care sunt învinși de Rogers. Ei merg în Italia și, în casa unde a copilărit Craniul Roșu, găsesc o veche înregistrare a uciderii părinților săi în timpul unui recital de pian. Sharon este răpită ca o distragere a atenției pentru a-i permite lui Rogers, care își îmbracă din nou costumul, să intre în castelul Craniului Roșu.
Kimball evadează din celulă și în curând îl întâlnește pe Căpitanul America. Uimit să-și întâlnească în sfârșit enigmaticul erou din copilărie, Kimball face echipă cu Rogers pentru a asedia castelul. În mijlocul bătăliei lor, Craniul Roșu scoate un declanșator de la distanță al unei bombe nucleare, dar Rogers folosește înregistrarea lui Sharon cu uciderea familiei Craniului Roșu cu cincizeci și șapte de ani mai devreme pentru a-i distrage atenția. Craniul Roșu cade pe gânduri pentru o clipă, dar încă încearcă să declanșeze bomba. Înainte de a face acest lucru, Căpitanul America își folosește scutul pentru a arunca Craniul Roșu de pe o stâncă și pentru a-l ucide. În timp ce Valentina se pregătește să-l omoare pe Rogers, ea este lovită din spate de scutul lui care se întoarce. Marina Statelor Unite apare pentru a-l salva pe președinte și pentru a-i aresta pe americanii implicați în răpire în timp ce Rogers și Sharon se îmbrățișează, iar o voce anunță aprobarea legislației ecologice a lui Kimball, așa cum a fost convenit cu alte zeci de țări din întreaga lume.

## Distribuție
- Matt Salinger - Steve Rogers / Căpitanul America[11]
- Ronny Cox - Președintele Tom Kimball
  - Garrette Ratliffe - tânărul Tom Kimball
- Scott Paulin - Tadzio De Santis / Red Skull
  - Massimilio Massimi - tânărul Tadzio De Santis
- Ned Beatty - Sam Kolawetz
  - Thomas Beatty - Young Sam Kolawetz
- Darren McGavin - General Fleming
  - Bill Mumy - Young Lieutenant Fleming
- Francesca Neri - Valentina De Santis
- Michael Nouri - Lieutenant Colonel Louis
- Kim Gillingham - Bernice Stewart / Sharon
- Sven Medvešek - Pietro
- Melinda Dillon - Mrs. Rogers
- Carla Cassola - Dr. Maria Vaselli
- Wayde Preston - Jack